# وندی روبی
وندی روبی (انگلیسی: Wendy Robie؛ زادهٔ ۶ اکتبر ۱۹۵۳) یک هنرپیشه اهل ایالات متحده آمریکا است.
از فیلم‌ها یا برنامه‌های تلویزیونی که وی در آن نقش داشته است می‌توان به توئین پیکس: با من بر آتش برو و ارسال به اتاق زیرشیروانی اشاره کرد.